# Codes OTAN des grades des sous-officiers et militaires du rang des armées de terre
Les codes OTAN des grades des sous-officiers et militaires du rang des armées de terre définissent des équivalences de grades entre les rangs des sous-officiers et militaires du rang des armées de terre nationales membres de l'Organisation du traité de l'Atlantique nord.
Ces codes OTAN relatifs aux grades des sous-officiers et militaires du rang sont composés de deux lettres en majuscule (OR pour Other Rank) suivi d’un indice numérique compris entre 1 et 9. 

## Codes pour les sous-officiers et militaires du rang (OR 1-9)
|                 |
| First Sergeant  |
|                 |
| Master Sergeant |

|                               |                        |                          |                         |
| Caporale maggiore capo scelto | Caporale maggiore capo | Caporale maggiore scelto | Primo caporale maggiore |